# Pino Palladino

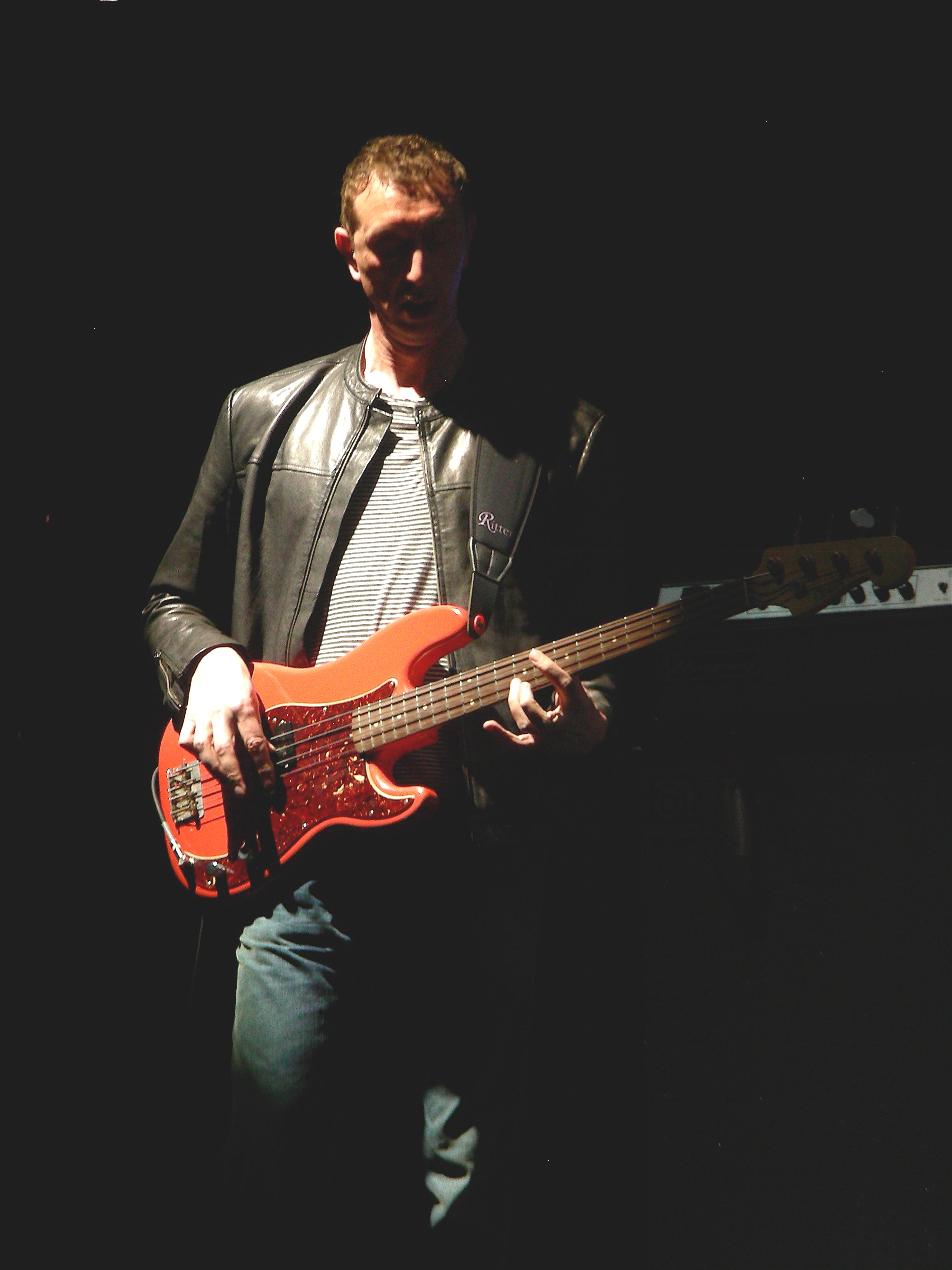
Mit Fender Precision Bass, 2008

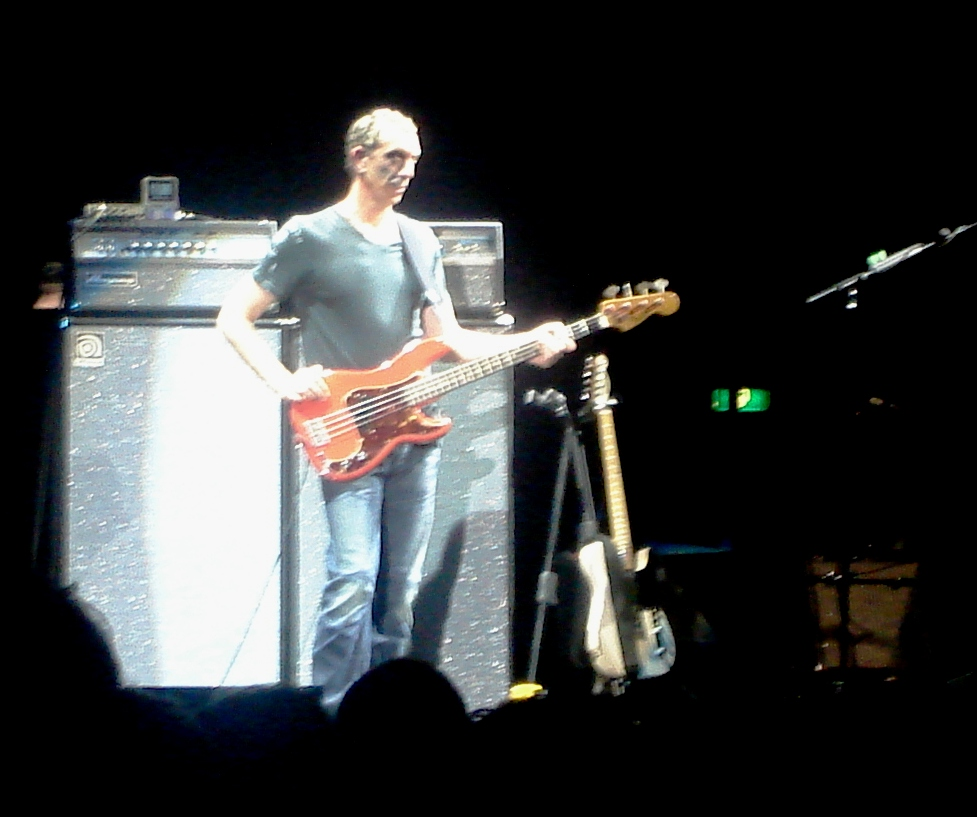
Pino Palladino, 2007

Pino Palladino (* 17. Oktober 1957 in Cardiff, Wales) ist ein walisischer Bassist italienischer Abstammung.

## Werdegang
Pino Palladino hat einen italienischen Vater. Er begann mit 17 Jahren mit dem Bass-Spiel. Als seine Vorbilder gibt er die Musiker James Jamerson und Jaco Pastorius an. Der sehr gefragte Studiomusiker spielte seit den 1980ern unter anderem für Pino Daniele, Gary Numan, Tony Banks, Phil Collins, Elton John, Pete Townshend, Claudio Baglioni, Tears for Fears, Stephan Eicher, John Mayer, Paul Young, Rick Wright und David Gilmour von Pink Floyd, Steve Hackett und einmalig auch für Queen + Paul Rodgers. 
Von 1998 bis 2001 war er Mitglied der Robbie McIntosh Band. Im Jahr 2002 sprang er für den kurz vor Tourstart verstorbenen John Entwistle bei The Who ein.
2005 wurde er Mitglied des John Mayer Trios, mit dem er das Live-Album Try! aufnahm. Das Trio trat in den folgenden Jahren sporadisch auf, unter anderem beim Crossroads Guitar Festival 2010.
Von 2007 bis 2011 war er häufig in der wöchentlich ausgestrahlten Fernsehsendung One Shot Not des französischen Schlagzeugers Manu Katché auf dem deutsch/französischen Sender arte zu sehen. Mit Katché bildete er eine Rhythmusgruppe, die auf vielen Aufnahmen vertreten ist, teils auch zusammen mit Gitarrist Dominic Miller.
In den Jahren 2011/2012 spielte er mit D’Angelo und Adele. In den folgenden Jahren tourte Palladino wieder mit The Who, unter anderem während der The Who Hits 50! - Tour. Seit 2016 begleitet er John Mayer auf seiner Tournee The Search for Everything. Bei den Konzerten ist Palladino sowohl Teil der Band als auch des Trios. Auch gehört er zu Chris Dave and the Drumhedz. 2021 legte Palladino mit Blake Mills das Album Notes with Attachments vor.

## Stil und Einfluss
Besondere Aufmerksamkeit erregt er durch sein herausragendes Spiel auf dem bundlosen Bass (hier besonders für Paul Young, Claudio Baglioni, Joan Armatrading und Oleta Adams) und seine Arbeiten im Bereich des Neo-Soul. Bei Letzterem ist das Album Voodoo von D’Angelo wohl als stilprägend zu bezeichnen.

## Instrumente
In den früheren Jahren spielte Pino Palladino hauptsächlich einen bundlosen Music-Man-StingRay-Bass. Bei Aufnahmen und Konzerten in den letzten Jahren war er hauptsächlich mit seinem 61er-Fender-Precision-Bass in Fiesta Red zu sehen. Darüber hinaus spielt Pino u. a. noch einen 63er-Fender-P-Bass, einen schwarzen Fender-Jaguar-Bass (The-Who-Tour), einen weißen Moon-Larry-Graham-Signature-J-style-Bass, einen Lakland-Joe-Osborn-Signature-J-style-Bass und einen 82er-Squier-Jazz-Bass.
Bei einigen Aufnahmen, wie beispielsweise Give Blood von Pete Townshend, I’m Gonna Tear Your Playhouse Down von Paul Young oder Shouting Stage von Joan Armatrading, benutzt er einen Boss-OC-2-Octaver.

## Diskografie (Auszug)
- Jools Holland: and the Millionaires (1981)
- Gary Numan: I, Assassin (1982)
- Freur: Doot-doot (1983)
- Nick Heyward; North of a Miracle (1983)
- David Knopfler: Release (1983)
- Paul Young: No Parlez (1983)
- Jools Holland: Meets Rock ’A’ Boogie Billy(1984)
- Don Henley: Building the Perfect Beast (1984)
- David Gilmour: About Face (1984)
- Jacqui Brooks: Sob Stories (1984)
- Paul Young: The Secret of Association (1985)
- Pete Townshend: White City (1985)
- Rick Springfield: Tao (1985)
- Bill Sharpe: Famous People (1985)
- Howard Jones: Dream into Action (1985)
- Elton John: Ice on Fire (1985)
- Go West: Go West (1985)
- Go West: Bangs & Crashes (1985)
- Robin Georg: Dangerous Music (1985)
- Dream Academy: Dream Academy (1985)
- Joan Armatrading: Secret Secrets (1985)
- Paul Young: Between Two Fires (1986)
- Chaka Khan: Destiny (1986)
- Chris de Burgh: Into the Light (1986)
- Go West: Dancin’ on the Couch (1987)
- Joan Armatrading: Shouting Stage (1988)
- Lou Gramm: Long Hard Look Back (1988)
- Tears for Fears: The Seeds of Love (1989)
- Syd Straw: Surprise(1989)
- Sirima: A Part of Me (1989)
- Kirsty MacColl: Kite (1989)
- Robert Hart: Cries & Whispers (1989)
- Julia Fordham: Porcelain (1989)
- Tony Banks: Bankstatement (1989)
- Don Henley: The End of the Innocence (1989)
- Eric Clapton: Journeyman (1989)
- Working Girl: Soundtrack zum Film (1989)
- Phil Collins: ...But Seriously (1989)
- Paul Young: Other Voices (1990)
- Ryuichi Sakamoto: Beauty (1990)
- Eros Ramazzotti: En todos los sentidos (1990)
- The Big Dish: Satellites (1990)
- Propaganda: 1234 (1990)
- David Knopfler: Lips Against the Steel (1990)
- Claudio Baglioni: Oltre (1990)
- Joan Armatrading: Hearts & Flowers  (1990)
- Oleta Adams: Circle of One (1990)
- Tony Banks: Still (1991)
- Stephan Eicher: Engelberg (1991)
- Elton John: The One  (1992)
- Stephan Eicher: Carcassonne (1993)
- Rick Wright: Broken China (1996)
- BB King: Deuces Wild (1997)
- Robbie McIntosh Band: Emotional Bends (1998)
- Wolf Maahn: Soul Maahn (1999)
- Dominic Miller: Second Nature (1999)
- D’Angelo: Voodoo (2000)
- Man Doki: Soulmates (2002)
- Steve Hackett: Genesis Files (2002)
- Gabin Dabiré: Tieru (2002)
- Dominic Miller: Third World  (2004)
- John Mayer Trio: Try! Live in Concert (2005)
- Paul Simon: Surprise (2006)
- John Mayer: Continuum (2006)
- Amos Lee: Last Days at the Lodge von  (2008)
- Franck Avitabile: Paris Sketches (2009)
- Simon Phillips, Philippe Saisse, Pino Palladino: PSP Live (2009)
- Manu Katché: Third Round (2010)
- Gaddabouts: Gaddabouts (2011)
- Gaddabouts: Look out Now (2012)
- Nine Inch Nails: Hesitation Marks (2013)
- The Who: Quadrophenia Live in London (2014)
- The Who: Who (2019)